# Köthel (Stormarn)

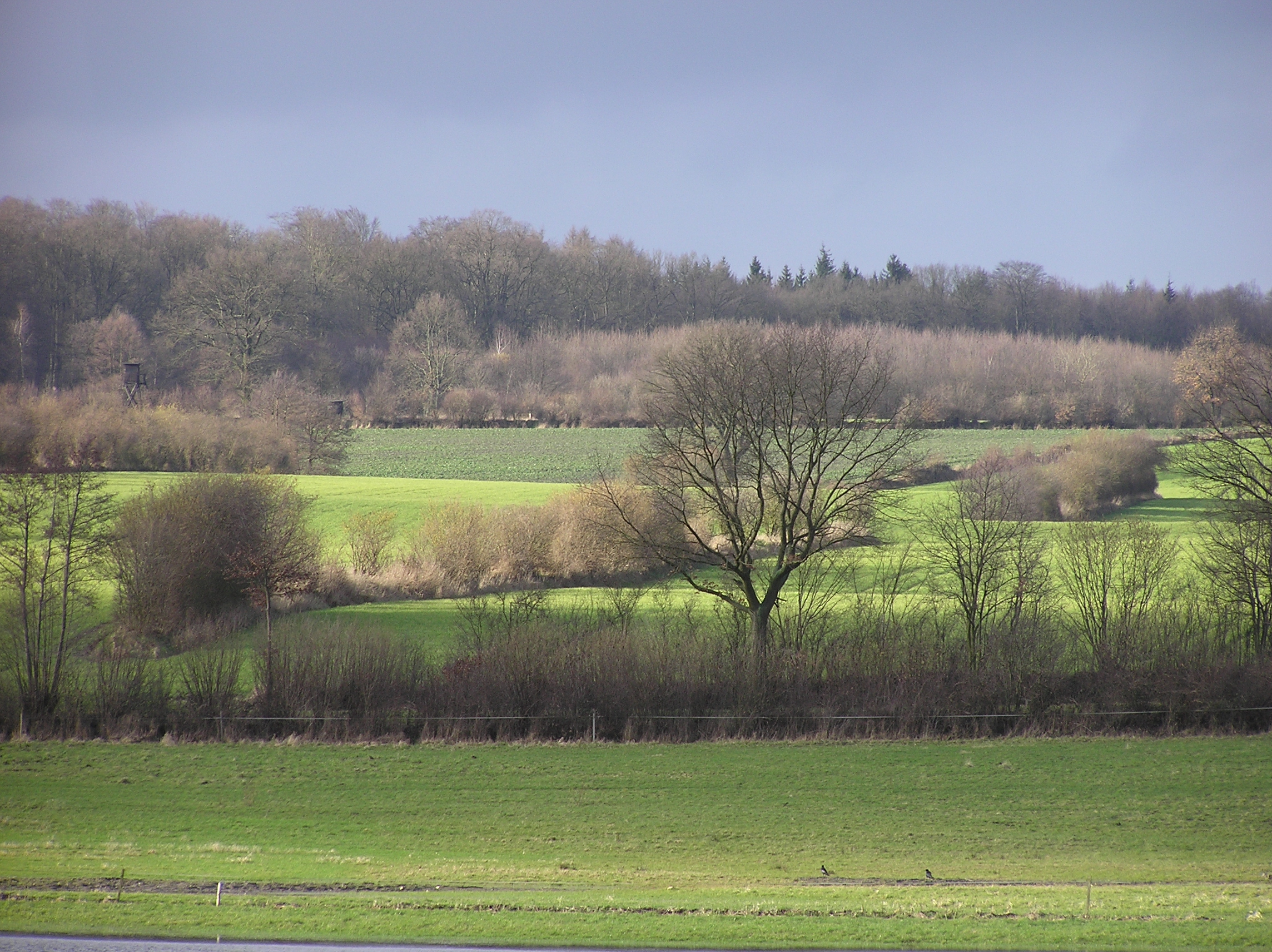
Knicklandschaft südlich von Köthel

Köthel (niederdeutsch Keuthel) ist eine Gemeinde im Osten des Kreises Stormarn an der Bille.

## Geographie
Köthel liegt etwa zehn Kilometer östlich von Trittau.
Der Ort wird durch den Fluss Bille in einen stormarnschen und einen lauenburgischen Teil geteilt, die jeweils eigenständige Gemeinden bilden.

## Geschichte
Köthel wurde als „Cotle“ im Jahr 1230 im Ratzeburger Zehntregister zum ersten Mal urkundlich erwähnt.
Um 1238 wurde ein Zisterzienser-Nonnenkloster nach Köthel angesiedelt, das 1240 als Kloster Reinbek in die heutige Stadt Reinbek verlegt wurde. Köthel blieb jedoch bis zur Auflösung des Klosters im Zuge der Reformation 1529 im Besitz des Klosters. Bei der anschließenden Aufteilung der Klostergüter wurde Köthel geteilt. Der südlich der Bille liegende Teil des Ortes kam an den Herzog von Lauenburg, der nördliche zum Amt Reinbek.
Im Jahre 1609 wechselte das stormarnische Köthel in das Amt Trittau. Im Dreißigjährigen Krieg war der Ort 1621 Quartier für Friedrich V.
Nach der Annexion Schleswig-Holsteins durch Preußen wurde Köthel dem neugebildeten Kreis Stormarn angegliedert.
Nachdem im Sommer 2010 das Vorhaben zur Ansiedlung eines Schweinemastbetriebs am Ortsrand von Köthel bekannt geworden war, formierte sich massiver Protest, und die Bürgerinitiative „Keine Schweinemast in Köthel“ wurde gegründet. Am 31. August 2010 versagte die Gemeindevertretung von Köthel bereits zum zweiten Mal ihr gemeindliches Einvernehmen für das umstrittene Schweinemastprojekt, gegen das sich in einer Unterschriftenaktion der Bürgerinitiative bislang 70 % der Haushalte von Köthel ausgesprochen haben. Doch die Bauaufsicht des Kreises Stormarn genehmigte die Bauvoranfrage des Schweinemast-Antragstellers durch Ersetzen des gemeindlichen Einvernehmens. Die Gemeindevertreter verzichteten auf eine Klage gegen diese Entscheidung, was großes Unverständnis in der Einwohnerschaft auslöste. Die Bürgerinitiative „Keine Schweinemast in Köthel“ und die von ihr beauftragten Rechtsanwälte versuchten weiterhin, das umstrittene Vorhaben zu stoppen und in der laufenden Baugenehmigungsphase formelle und materielle Defizite aufzudecken. Anfang Februar 2012 wurde der Bauantrag für das Schweinemastprojekt vom Antragsteller zurückgezogen.

## Politik

### Gemeindevertretung
Bei der Kommunalwahl 2023 errang die Wählergemeinschaft Köthel-Stormarn erneut alle neun Sitze in der Gemeindevertretung. Die Wahlbeteiligung betrug 64,7 Prozent.

### Bürgermeister
Bürgermeister ist Frank Siemers (WGK).

### Wappen
Blasonierung: „In Silber ein blauer Schrägwellenbalken, begleitet oben von einer grünen Buche, unten von einer giebelständigen roten Kapelle mit drei gotischen Fenstern und steilem Satteldach, das ein eine Glocke tragender Dachreiter überragt.“